# 대야망 (1987년 영화)
"대야망"은 1987년에 개봉한 대한민국의 영화이다.

## 캐스팅
- 전영록
- 진유영
- 김나희
- 윤양하
- 안남
- 김진희
- 장동일
- 오경아
- 임해림
- 정주현
- 김두한
- 송치우
- 이제규
- 박세범
- 오효섭
- 추영
- 이화진
- 신동명
- 이동진
- 정봉연
- 황현준
- 정사용
- 최영식
- 박세영
- 강동문
- 김현기
- 정영호
- 오경희
- 황해 (특별출연)